# Sandrine Gruda
Sandrine Gruda (25 de junho de 1987) é uma basquetebolista profissional francesa, medalhista olímpica.

## Carreira
Sandrine Gruda integrou Seleção Francesa de Basquetebol Feminino, em Londres 2012, conquistando a medalha de prata.